# Сражиддинов, Закир Сражиддинович
Закир Сражиддинович Сражиддинов — советский хозяйственный, государственный и политический деятель.

## Биография
Родился в 1927 году. Член КПСС.
С 1944 года — на хозяйственной, общественной и политической работе. В 1944—1987 гг. — организатор сельскохозяйственного производства в Узбекской ССР, инструктор ЦК КП Узбекистана, первый секретарь Шахрисабзского райкома КП Узбекистана, председатель Кашкадарьинского облисполкома, министр заготовок Узбекской ССР, заместитель министра водного хозяйства Узбекской ССР.
Избирался депутатом Верховного Совета Узбекской ССР 7-8-го созывов.
Жил в Узбекистане.

## Награды и звания
- орден Трудового Красного Знамени (27.08.1971; 1972[5]; 08.12.1973)
- орден «Знак Почёта» (11.01.1957; 13.03.1981)